# 颜集镇 (沭阳县)
颜集镇，是中华人民共和国江苏省宿迁市沭阳县下辖的一个乡镇级行政单位。

## 行政区划
颜集镇下辖以下地区：
颜集社区、方圩村、堰下村、沙湾村、司程圩村、贯勤村、大庄村、丁圩村、房许村、花晏村、虞潘村、梁庄村、周项村和虞北村。